# ヘンダーソン (お笑い)
ヘンダーソンは、吉本興業（東京本社）所属のお笑いコンビ。2008年8月1日結成。NSC大阪校29期生。

## メンバー
子安 裕樹（こやす ゆうき、1986年7月28日 - ）（39歳）
子安担当、立ち位置は向かって左。
- 兵庫県川西市出身。
- 身長172cm、体重63kg。血液型B型。
- 1期先輩の櫻井健一朗（祇園）と仲が良く、一緒にUSJなどへ頻繁に行っている。
- 元陸上自衛官（整備士。最終階級は陸士長）。中学受験で大阪教育大学附属池田中学校に入学するも落ちこぼれてしまい大阪教育大学附属高等学校池田校舎へそのまま上がれず、家計の関係で私立高校へ進むのもままならなかったことで母親の勧めによって陸上自衛隊少年工科学校へ進学した。自衛隊員をやりながらもお笑いをやりたいという気持ちを抱いていたため思い切って中退、NSCへ入った。
- 料理（主にパエリア）にハマっており、自身のインスタグラムでは度々その様子を紹介している。他の芸人からパエリア芸人などとイジられることも多い。
- 好きなタレントは熊田曜子。
- 2024年1月28日、自身のSNSで俳優の寺浦麻貴と結婚したことを発表した。

中村 フー（なかむら フー、1987年8月21日 - ）（37歳）
ボケ・ ツッコミ・ネタ作り担当、立ち位置は向かって右。
- 大阪府大阪市出身。
- 身長164cm、体重50kg。血液型B型。
- 大阪市立遠里小野小学校・大阪市立大和川中学校・清明学院高等学校卒業。NSC同期の盛山晋太郎（見取り図）は2年先輩にあたる。
- デザイナーのミズモトゾンビによく衣装のTシャツ（通称:ダメだなTシャツ）を作って貰っている。
- 本名は中村 浩士（なかむら こうじ）。2016年8月21日、芸名を本名から中村スウィートへ改名。名付け親はピン芸人の上原チョーで、その後再び本名へ戻すも2018年の単独ライブ「HENDER×HENDER vol.6」にて、現在の『中村フー』へ改名した。「フー」はNSC時代に組んでいたコンビ「風神雷神」にて「風神」の担当だったことの名残り。
- 小学生の時にフジテレビの番組『ダウンタウンのごっつええ感じ』に影響を受け、中学生の時にbaseよしもとへ観に行って感動したことが、お笑いを目指すルーツになったという。
- 「ダメだなぁ〜」「自分ドゥがすぎるで」などのギャグがある。
- 2020年2月16日放送の『やすとものどこいこ!?』内にて、結婚していて二児の父親であることを公表した。
- 2024年2月23日放送『千原ジュニアの座王』内での土下座対決にて、「既婚者なのに去年まで彼女がいました、すいませんでした」と暴露謝罪をし、4年ぶりに出場したバイク川崎バイクに勝利した。

## 経歴
NSC大阪校29期出身の同期によるコンビ。デビュー当初は別コンビで活動していたが解散し、お互いに解散した時期が近かったことから2008年8月1日に結成。中村は薄い顔のため相方は濃い顔の人がいいと考えて顔を考慮して、またその頃ちょうど子安がボケを辞めてツッコミに転向したいと思っており、中村はボケ役志望だったことで子安に声をかけた。コンビ名は先輩のダウンタウン・ナインティナインなど、「ン」が2つ入っているコンビ名は縁起が良いという話を聞いて付けた。
2015年末のオールザッツ漫才で披露した歌ネタコント「石焼き芋」が注目を浴びる。2016年はネクストブレイク芸人としてテレビ出演が増えるが大ブレイクとまでには至らず、「0.7発屋」と自虐していた。
その後、M-1グランプリで結果がなかなか出なかったという焦りから、キングオブコントに挑戦したが2回戦で敗退し、この結果が出たその日の夜に「今年何も無かったら解散しよう」と中村から子安にLINEで送ったほどこの結果はショックだったという。そこからネタなどすべてを変えて漫才1本に絞った。
2021年から、二人でコント漫才に入ると見せかけて中村がボケた後に時間差で自らツッコミを入れるという新しいスタイルの漫才を頻繁に演じるようになり、M-1グランプリで初めて準決勝に進出した。このスタイルについては、中村がボケとツッコミ担当、子安が子安担当と説明している。 
2024年3月31日をもってよしもと漫才劇場を卒業し、4月から活動拠点を東京に移した。

## 賞レース成績

### M-1グランプリ
| 年度             | 結果         | エントリー No. | 会場                        | 日程     | 備考                                    |
| ---------------- | ------------ | -------------- | --------------------------- | -------- | --------------------------------------- |
| 2008年（第8回）  | 2回戦進出    | 不明           | [大阪] ヨシモト∞ホール大阪  | 11月9日  | アマチュアとして出場                    |
| 2009年（第9回）  | 3回戦進出    | 不明           | [大阪] 京橋花月             | 11月28日 | アマチュアとして出場                    |
| 2010年（第10回） | 2回戦進出    | 不明           | [大阪] HEP HALL             | 10月29日 |                                         |
| 2015年（第11回） | 3回戦進出    | 1033           | [大阪] よしもと漫才劇場     | 10月27日 |                                         |
| 2016年（第12回） | 準々決勝進出 | 1880           | [大阪] なんばグランド花月   | 11月7日  |                                         |
| 2017年（第13回） | 準々決勝進出 | 3465           | [大阪] メルパルクホール大阪 | 11月2日  |                                         |
| 2018年（第14回） | 3回戦進出    | 3221           | [大阪] よしもと漫才劇場     | 10月22日 |                                         |
| 2019年（第15回） | 3回戦進出    | 2352           | [大阪] よしもと漫才劇場     | 10月29日 |                                         |
| 2020年（第16回） | 2回戦進出    | 2218           | [大阪] よしもと漫才劇場     | 10月26日 |                                         |
| 2021年（第17回） | 準決勝進出   | 2612           | [東京] NEW PIER HALL        | 12月2日  | 敗者復活戦13位                          |
| 2022年（第18回） | 準々決勝進出 | 3410           | [大阪] なんばグランド花月   | 11月15日 | 1回戦シード                             |
| 2023年（第19回） | 準決勝進出   | 1019           | [東京] NEW PIER HALL        | 12月7日  | ラストイヤー 1回戦シード。敗者復活戦2位 |

### その他
- 第5回 ytv漫才新人賞 - 決定戦決勝進出（3位）
- オールザッツ漫才2021 - 優勝
- 第7回 上方漫才協会大賞 - 文芸部門賞 受賞
- 歌ネタ王決定戦2015 - 19・2021 - 準決勝進出
- 歌ネタ王決定戦2017 - 準決勝進出（子安のみ）
- 第2回 笑ラウドネスGP - 決勝進出（14位）
- THE SECOND 〜漫才トーナメント〜2024 - 開幕戦ノックアウトステージ32→16進出
- 第60回 上方漫才大賞 - 奨励賞受賞

## 出演

### テレビ
- やすとものどこいこ!?（テレビ大阪）- 不定期出演
- 千原ジュニアの座王（関西テレビ）- 不定期出演

### ラジオ
- ヘンダーソンのヘンダー村（Podcast配信、2025年6月27日 - ）- 毎週金曜19:30頃更新

## 単独ライブ
2010年
- 5月16日 - 新ネタ20本! 大爆笑お願いします!（baseよしもと）

2014年
- 5月6日、6月25日 - ヘンダーソンの30分（5upよしもと）

2015年
- 6月26日 - 吉田たち、プリマ旦那かかってこいや!（よしもと漫才劇場）

2016年
- 7月27日 - HENDER×HENDER（よしもと漫才劇場）

2017年
- 4月19日 - HENDER×HENDER vol.2（よしもと漫才劇場）

2018年
- 1月19日 - HENDER×HENDER vol.3（よしもと漫才劇場）
- 3月20日 - HENDER×HENDER vol.4（よしもと漫才劇場）
- 5月25日 - HENDER×HENDER vol.5（よしもと漫才劇場）
- 7月8日 - HENDER×HENDER vol.6（よしもと漫才劇場）
- 9月14日 - HENDER×HENDER vol.7（よしもと漫才劇場）
- 11月24日 - HENDER×HENDER vol.8（よしもと漫才劇場）

2019年
- 1月11日 - HENDER×HENDER vol.9（よしもと漫才劇場）
- 3月1日 - HENDER×HENDER vol.10（よしもと漫才劇場）

2023年　
- 2月10日 - 変劇 （よしもと漫才劇場）

## 出囃子
- オリジナル スマイル/SMAP
- Caesars Palace/Jerk It Out（2021年11月18日〜）

## 音楽配信

### シングル
1. 石焼き芋のうた（2016年9月28日）
2. 思いのままに〜円陣〜（2018年6月6日）